# Lippisches Hofgericht
Das Lippische Hofgericht war von 1593 bis 1879 eines von zwei Obergerichten im Fürstentum Lippe.

## Geschichte
Auch im Fürstentum Lippe kam es in der frühen Neuzeit zu immer mehr Zivilprozessen. Unter Graf Simon VI. wurden deshalb Justizreformen durchgeführt, zu denen auch die Einrichtung eines ausschließlich mit Juristen besetzten Hofgerichts gehörte. Der ursprüngliche Plan, das Hofgericht an die Stelle der bisher als Obergericht fungierenden Justizkanzlei treten zu lassen, scheiterte am Widerstand der Landstände. Seit Anfang 1593, als die Hofgerichtsordnung verkündet wurde, bestanden daher Hofgericht und Justizkanzlei nebeneinander, was auch so blieb, bis mit dem Inkrafttreten der Reichsjustizgesetze am 1. Oktober 1879 beide Gerichte aufgelöst wurden.
Das Hofgericht tagte zunächst in Lemgo, wurde aber im Jahr 1609 nach Detmold verlegt. Dies führte zu Protesten der Stadt Lemgo, die sich zeitweise weigerte, die für den Unterhalt des Gerichts vorgesehene Steuer zu bezahlen. Weder dieses Vorgehen noch spätere Initiativen der Stände und der Stadt Lemgo für eine Rückverlegung hatten jedoch dauerhaften Erfolg. Zwar wurde das Gericht 1661 noch einmal nach Lemgo verlegt, doch wurde diese Maßnahme schon 1663 teilweise und 1668 vollständig rückgängig gemacht.
Schriftgut des Gerichts befindet sich im Landesarchiv Nordrhein-Westfalen Abteilung Ostwestfalen-Lippe; Digitalisate der Archivalien sind online über die Website des Archivs abrufbar.

## Besetzung und Gerichtstage
Dem Hofgericht gehörten ein Hofrichter, der möglichst aus dem landtagsfähigen Adel stammen sollte, und zwei Beisitzer an. In dieser Besetzung tagte es wöchentlich – jeweils mittwochs – und erließ Beiurteile und Bescheide, so etwa darüber, ob Schriftsätze zuzulassen waren. An Endurteilen wirkten weitere von Ritterschaft, Städten und vom Landesherrn oder den Erbherren (jüngere Brüder des Landesherrn) bestimmte Beisitzer mit. Dieses sogenannte Generalhofgericht tagte viermal jährlich.

## Zuständigkeit
Das Hofgericht war für Zivilsachen zuständig, wobei Streitigkeiten um Regalien, landesherrliche Hoheitsrechte und Angelegenheiten des Landesherrn und seiner Bediensteten der Justizkanzlei vorbehalten blieben. Unter anderem war das Gericht für Appellationen gegen Entscheidungen der Untergerichte zuständig. Die Appellation musste innerhalb von zehn Tagen nach der Entscheidung beim Untergericht zu Protokoll gegeben und innerhalb von drei Monaten schriftlich beim Hofgericht eingelegt werden. Ab 1600 waren Appellationen nur noch in Sachen mit einem Streitwert von über 25 Reichstalern zulässig.
Das Lippische Hofgericht besaß ein kaiserliches Appellationsprivileg, das eine Appellationssumme von 200 Goldgulden festlegte. Gegen Entscheidungen des Gerichts war die Appellation an Reichskammergericht oder Reichshofrat daher nur in Sachen zulässig, in denen um mindestens diesen Wert gestritten wurde. Die Appellationssumme lag dabei im Rahmen dessen, was für kleinere Reichsstände üblich war; Simon VI. hatte ursprünglich allerdings um eine Summe von 400 Goldgulden gebeten.